# Mar de Cristal
Mar de Cristal – stacja metra w Madrycie, na linii 4 i 8. Znajduje się w dzielnicy Hortaleza, w Madrycie i zlokalizowana jest pomiędzy stacjami San Lorenzo, Canillas (linia 4) oraz Pinar del Rey i Campo de las Naciones (linia 8). Została otwarta 27 kwietnia 1998.